# Hubert e Takako
Hubert e Takako (Hubert et Takako) è una serie animata francese del 2013 prodotta da Xilam. trasmessa in Italia dal 2014 su K2 (la prima stagione) e su Frisbee (la seconda stagione). Si è conclusa nel 2015

## Trama
Hubert è un maiale maniaco della pulizia che vive insieme a Takako, una mosca pazza per il punk e davvero invadente. Pur essendo molto diversi, i due sono molto uniti tra loro e vivono un sacco di strambe avventure.

## Personaggi
- Hubert, voce originale di François-Xavier Demaison,[2] italiana di Daniele Raffaeli.

È un maiale giallo, molto simpatico e affettuoso. Maniaco della pulizia, tiene la casa sempre pulita, e appena Takako la sporca riordina tutto. Rappresenta dunque l'esatto opposto di come solitamente vive un maiale. Odia il rock, e ha una fobia per i ragni, cosa che lo mette in contrasto con Takako, che invece li trova carini. Dorme ancora con un peluche che lui chiama "Acrilico", ama i gatti e non sa né andare in bicicletta né nuotare. Spesso lui e Takako litigano e cade in depressione. Tenta sempre di farsi notare dal vicino Stanislas, ed è innamorato di Jennifer. 
- Takako, voce originale di Charlotte Le Bon,[2] italiana di Eleonora Reti.

È una mosca blu/viola, con un lungo naso, che viene giudicato sproporzionato da molti, tranne che da Hubert ed Eros, di cui è innamorata. Ha due mosche amiche, Nat e Katy, con cui ha un gruppo rock, le "Creste Appuntite". Ha la fobia dei pulcini. Spesso da consigli a Hubert su come superare certe situazioni, ma spesso combinano pasticci.
- Jennifer, voce originale di Ariane Aggiage,[3] italiana di Germana Savo.

È una ragazza con capelli arancioni, di cui Hubert è innamorato (lei ricambia un po' l'infatuazione). Lavora al supermercato come cassiera, ed è sempre gentile, anche quando Hubert si comporta in modo assurdo con lei. Il suo colore preferito è il giallo, e le piace la palla gagà, cosa che la fa avvicinare a Hubert. 
- Stanislas

È un uomo alto con capelli marroni, vicino di casa di Hubert e Takako. Sembra non provare mai nessuna emozione e non parla mai con nessuno. Hubert pensa che lui abbia un cuore e che in realtà sia spaventato dagli altri; Takako, al contrario, lo ritiene antipatico. Dopo innumerevoli tentativi di Hubert di provocare in lui un'emozione, Stanislas si arrabbia e si dispera; questo farà pensare al maiale di essere riuscito nella sua missione. 
- Eros

È un uomo muscoloso, che piace a Takako. Consegna le pizze e fa il bagnino, e trova molto ridicolo il suo piccolo naso a punta, mentre trova quello di Takako caratteristico. Non ricambia l'infatuazione di Takako.
- Henry Saule

È il commerciante del supermercato; in un episodio si spaventa di Takako, mascherata con una calza come un rapinatore, e che diventa ricco nell'episodio Cetrioli Spaziali, dopo che Hubert e Takako comprano tutti i suoi cetrioli, pensando che questi fossero alieni provenienti pianeta Zidano. Inoltre è anche un lavoratore del telegiornale. 
- Rila

È la vicina di casa di Hubert, al quale affida il pesce Geronimo, durante la sua assenza. Takako scopre che Rila porta la parrucca. Dice a Hubert e Takako di non entrare per alcuna ragione nella stanza in fondo al corridoio. Ma i due, alla fine, ci entrano e scoprono che è semplicemente il bagno. Quando Takako le chiede perché dovesse nascondere il bagno, lei dice che intendeva il capannone nel suo giardino, ormai fatiscente.
- Oscar

È il fratello maggiore di Hubert. Va in giro in trattore e nella puntata Gli Amanti 1 e 2 si innamora di Takako e aiuta Hubert a conquistare Jennifer, tentativo che come sempre fallisce.
- Mark

È un bullo dalla carnagione viola, tutto tatuato e con un casco marrone in testa. Picchia spesso Hubert, che tenta di fare lo spaccone con lui, ascoltando Takako. 
- dottor Ippocrate

È il dottore della città di Hubert e Takako; porta gli occhiali e ha i capelli grigi. Appare diverse volte, quando viene chiamato da Hubert. Essendo molto abile nel suo lavoro, quando nota qualcosa di strano sa sempre di che cosa si tratta. 
- Sir Maial

È il maiale nel quadro acquistato da Hubert, che sa parlare e muoversi. Utilizzando gli occhi riesce a scatenare temporali. Trova il fatto che Takako vive con un maiale ripugnante e la costringe a litigare con Hubert. Hubert e Takako, comunque riescono a trovare una soluzione, intrappolandolo in un palmare zeppo di spam e mail. 
- Francois Mumont

È un mostro azzurro simile a un cane ed un coccodrillo, con due antenne nere e un bracciale tagliente. 
- Billy

È un bambino con un cappello blu e capelli arancioni, che va in piscina e sa nuotare. In un episodio Takako lo butta in piscina, pensando che non sappia nuotare, per fare in modo che Eros (il bagnino) si allontani da Jennifer; ma il bambino, dopo essere uscito dall'acqua, accusa Hubert di averlo spinto e suo padre punisce il maiale buttandolo dal trampolino e facendolo cadere in acqua (Hubert non sa nuotare).
- Alfonso

È la guardia del supermercato, grande, grosso e squadrato e con la testa verde. Anche ad Alfonso piace Jennifer e anche per questo spesso finisce per picchiare Hubert. 
- Sways Salt

È un bambino, amico di Billy e suo compagno. Nel corso della serie viene rivelato che il suo cognome "Salt" (che significa sale) è dovuto proprio al fatto che condisce il cibo esclusivamente con il sale.
- Hally

È una donna che ha la faccia simile ad una piovra. Infatti ha la bocca lunga simile ad una proboscide. Si vede diverse volte al supermercato e fa parte di un gruppo di madri contro Hubert.
- Cat

Un gatto grigio che vive nel cortile della casa di Hubert e Takako. Si può notare molto spesso, e ha un ruolo, anche se non principale, nell'episodio Gli amanti durante il quale si trova quasi schiacciato dal trattore di Oscar. Dopo essersi salvato in extremis attraversa la strada pericolosamente, schivando fortunosamente le auto, entra in una tabaccheria e acquista un "gratta e vinci" vincente. 
- Mamie

Il suo nome si legge allo stesso modo in inglese e francese (Mami). È una vecchietta forzuta che sale sempre le scale a piedi, anche con carichi pesanti. Vive nello stesso palazzo di Beil, la tata di Hubert. Il suo nome in francese significa nonnina. In un episodio si scopre che adora il rock e che fa parte di una band.
- Beil

Era la tata di Hubert quando era piccolo. Vive nello stesso palazzo di Mamie. Ascolta la Bossa nova come Hubert, mentre invece Takako la detesta. La stessa musica si sente nell'ascensore del suo palazzo, e ascoltandola danza e fischia. È sempre gentile con tutti e vuole molto bene a Hubert. 
Nat
È una mosca, migliore amica di Takako, e batterista delle “Creste Appuntite”. È blu e con un piccolo naso rotondo. Ha un ciuffetto di capelli arancioni e la si vede sempre con il suo cappellino. È molto tosta, forte ed aggressiva, e tende a maltrattare ed insultare molto spesso Hubert, con cui non ha un bellissimo rapporto. Nonostante il suo carattere, ha dimostrato più volte di avere un lato molto tenero, sensibile e disponibile, soprattutto verso Takako e Katy, le sue migliori amiche.                                                     
Katy
È una mosca, migliore amica di Takako e Nat, sono un trio inseparabile. È la tastierista delle “Creste Appuntite”. È una mosca viola/rosa bionda, con un naso simile a quello di Takako ma molto più piccolo e con stivali rossi con il tacco. Rispetto a Nat, è molto più gentile, dolce e carina, seppur molto più sensibile ed emotiva. Come Nat, non ha un buon rapporto con Hubert ed è con lui che mostra un carattere molto più insofferente e cattivo. Alla fine dell’episodio “Gli Amanti”, si innamorerà e si sposerà con Oscar, il fratello maggiore di Hubert, ma dopo verrà vista al telefono con Takako lamentarsi del marito.                                                     
Maria
È la madre di Takako e ha capelli rosa, piccoli orecchini rotondi azzurri e scarpe rosa col tacco. È una donna molto insopportabile, fastidiosa e snob. Odia il rock/punk e detesta Takako perché lo suona e ascolta, tanto da definirla immatura solo per questo (“Per fortuna la giovinezza passa in fretta”) e preferisce Hubert a sua figlia perché non è un rocker come lei, come mostrato nell’episodio “Una ribelle in famiglia”. Ha un carattere molto insofferente ed autoritario nei confronti di Takako e sembra avere la brutta abitudine di giudicare qualcuno prima di conoscerlo, cosa che dà sui nervi alla figlia.
Pierre
È il padre di Takako e ha pochi capelli grigi dietro la testa, baffi e zoccoli marroni. Al contrario dell’odiosa moglie, ha un carattere molto più allegro ed estroverso e apprezza molto il fatto che sua figlia suoni in una rock band (“Ho sempre saputo che la mia piccola larva aveva un dono”) dichiarandole con gioia che anche lui era il batterista di una vecchia band, “Le Strisce Nere”. Nell‘episodio “Genitori in disaccordo”, non riuscendo più a sopportare il carattere della moglie, si trasferisce a casa dei due protagonisti, salvo fare pace con lei a fine episodio.

## Episodi

### Prima stagione
| n° | Titolo originale                             | Titolo italiano              | Prima TV Francia | Prima TV Italia |
| -- | -------------------------------------------- | ---------------------------- | ---------------- | --------------- |
| 1  | Ras le bol d'air                             | Gita in campagna             | 3 novembre 2013  | 30 giugno 2014  |
| 2  | Tata Takako                                  | Baby Sister                  | 3 novembre 2013  | 30 giugno 2014  |
| 3  | Star de pub                                  | È nata una stella            | 3 novembre 2013  | 30 giugno 2014  |
| 4  | Le cochon invisible                          | Il maiale invisibile         |                  | 30 giugno 2014  |
| 5  | Mystère à la clé                             | La chiave del mistero        |                  | 30 giugno 2014  |
| 6  | Concombre de l'espace                        | Cetrioli spaziali            |                  | 30 giugno 2014  |
| 7  | Votez Takako                                 | Vota Takako                  |                  | 1 luglio 2014   |
| 8  | Question pour un cochon                      | L'intervista                 |                  | 1 luglio 2014   |
| 9  | Soirée pyjama                                | Pigiama party                |                  | 1 luglio 2014   |
| 10 | Larmes de cochon                             | Lacrime di maiale            |                  | 1 luglio 2014   |
| 11 | Takako, tu dors ?                            | Takako, dormi?               |                  | 1 luglio 2014   |
| 12 | Les petites bêtes ne mangent pas les grosses | La fobia di Hubert           |                  | 1 luglio 2014   |
| 13 | Touche pas à mes raviolis                    | Non toccate i miei ravioli   |                  | 2 luglio 2014   |
| 14 | Oh les amoureux !, partie 1                  | Gli amanti parte 1           |                  | 2 luglio 2014   |
| 15 | Oh les amoureux !, partie 2                  | Gli amanti parte 2           |                  | 2 luglio 2014   |
| 16 | Hubert a les crocs                           | Hubert è un vampiro          |                  | 2 luglio 2014   |
| 17 | La science des pizzas                        | La scienza delle pizze       |                  | 2 luglio 2014   |
| 18 | Un agent très spécial                        | Un agente molto speciale     |                  | 2 luglio 2014   |
| 19 | L'aventure en pantoufles                     | Avventura in pantofole       |                  | 3 luglio 2014   |
| 20 | Le fou du ménage                             | Il maniaco delle pulizie     |                  | 3 luglio 2014   |
| 21 | Le bonheur à tout prix                       | Felicità a tutti i costi     |                  | 3 luglio 2014   |
| 22 | Cosmocochon et Astromouche                   | I nuovi astronauti           |                  | 3 luglio 2014   |
| 23 | La rebelle de la famille                     | Una ribelle in famiglia      |                  | 3 luglio 2014   |
| 24 | Chasse au trésor                             | Caccia al tesoro             |                  | 3 luglio 2014   |
| 25 | Conduite (mal) accompagnée                   | L'esame di guida             |                  | 4 luglio 2014   |
| 26 | Beau comme un vélo                           | Bici, che passione!          |                  | 4 luglio 2014   |
| 27 | Cache cache guitare                          | Povera chitarra              |                  | 4 luglio 2014   |
| 28 | Pas cap                                      | La crisi di Hubert           |                  | 4 luglio 2014   |
| 29 | Jour de match                                | Una partita truccata         |                  | 4 luglio 2014   |
| 30 | Voyante extra (pas) lucide                   | Una veggente per amica       |                  | 4 luglio 2014   |
| 31 | Une mouche dans le potage                    | Una mosca nella minestra     |                  | 5 luglio 2014   |
| 32 | Surprise                                     | Un colpo di fortuna          |                  | 5 luglio 2014   |
| 33 | Un ascenseur très particulier                | Uno strano ascensore         |                  | 5 luglio 2014   |
| 34 | 100 % muscle                                 | 100% muscoli                 |                  | 5 luglio 2014   |
| 35 | Il faut sauver le soldat Takako              | Salvate il soldato Takako    |                  | 5 luglio 2014   |
| 36 | Cochon d'eau douce                           | Un maiale d'acqua dolce      |                  | 5 luglio 2014   |
| 37 | Retour à la nature                           | Ritorno alla natura          |                  | 6 luglio 2014   |
| 38 | Le tableau hanté                             | Il quadro stregato           |                  | 6 luglio 2014   |
| 39 | Jennifromage                                 | Jenny formaggiosa            |                  | 6 luglio 2014   |
| 40 | Le chaton venu d'ailleurs                    | Il gatto venuto dallo spazio |                  | 6 luglio 2014   |
| 41 | Complètement gaga                            | Completamente gagà           |                  | 6 luglio 2014   |
| 42 | Gros nez                                     | Un grosso naso               |                  | 6 luglio 2014   |
| 43 | Cochon de collection                         | Un maiale da collezione      |                  | 7 luglio 2014   |
| 44 | Peut mieux faire                             | Si può fare di meglio        |                  | 7 luglio 2014   |
| 45 | Trait de génie                               | Colpi di genio               |                  | 7 luglio 2014   |
| 46 | Mamie pas gâteau                             | Nonna rock                   |                  | 7 luglio 2014   |
| 47 | Les pirates du gazon                         | Un pirata in soggiorno       |                  | 7 luglio 2014   |
| 48 | Naufragés du cinquième étage                 | Avventura in ascensore       |                  | 7 luglio 2014   |

### Seconda stagione
| n° | Titolo originale                       | Titolo italiano                      |
| -- | -------------------------------------- | ------------------------------------ |
| 1  | Temps de cochon                        | Chi ha tempo non aspetti tempo       |
| 2  | Écriture de cochon et pattes de mouche | Il voodoo non ci piace               |
| 3  | La légende du roi Hubert               | Psicotango                           |
| 4  | Le vaudou, c'est pas chou              | Non è un dolcetto                    |
| 5  | Psychotango                            | La gang delle iene                   |
| 6  | Acrylique                              | Io non ho paura                      |
| 7  | C'est pas du gâteau                    | Mosche e celebrità                   |
| 8  | Tatouages et pétarades                 | La lotteria                          |
| 9  | Même pas peur !                        | Pazzo di Olga parte 1                |
| 10 | La mouche est célèbre                  | Pazzo di Olga parte 2                |
| 11 | La tombola                             | Prendimi la luna                     |
| 12 | Gaga d'Olga, partie 1                  | Messi in scatola                     |
| 13 | Gaga d'Olga, partie 2                  | Scritture di maiale e zampe di mosca |
| 14 | Allô docteur                           | La leggenda di re Hubert             |
| 15 | Décrocher la lune                      | Acrilico                             |
| 16 | Mise en boîte                          | Pronto dottore                       |
| 17 | Que le meilleur gagne !                | Vinca la migliore                    |
| 18 | Takako Pop                             | La scalata al successo               |
| 19 | Gare à l'ange gardien                  | Attenti all'angelo custode           |
| 20 | Double cochon                          | Problemi di sosia                    |
| 21 | T'as pas vu ma gomme ?                 | Hai visto la mia gomma?              |
| 22 | Naufragés du cinquième étage, partie 2 | Avventura in ascensore parte 2       |
| 23 | Désaccord parental                     | Genitori in disaccordo               |
| 24 | À l'aveuglette                         | Mosca cieca                          |
| 25 | La dernière fois                       | L'ultima volta                       |
| 26 | Fans de série                          | Pazzi per le serie TV                |
| 27 | Un amour de robot                      | Un amore di robot                    |
| 28 | Fais-moi rire                          | Un clown fantasma                    |
| 29 | Petit Hubert                           | Il piccolo Hubert                    |
| 30 | Retour vers le Hubert                  | Ritorno al futuro di Hubert          |

## Speciali

### Gli amanti
È il primo Speciale della serie, che, e il quinto episodio della prima stagione, diviso in due parti. Hubert incontra suo fratello Oscar, venuto a fargli una visita. Oscar si innamora di Takako e decide di aiutare suo fratello a conquistare Jennifer. Purtroppo Hubert non riesce a conquistarla per via di qualche difetto detto da Takako (non vero). L'episodio finisce con il matrimonio di Oscar e Katy (un'amica di Takako), mentre lei e Hubert rimarranno insieme.

### Pazzo di Olga
È il secondo Speciale della serie, che è il nono/decimo episodio della seconda stagione, anch'esso in due parti. Takako ha una nuova inquilina, una mucca di nome Olga e Hubert viene a sapere che a Jennifer piacciono molto le mucche e, decide quindi di invitarla, viene anche Eros, e la casa dei due animali diventa un vero e proprio orto, ma Hubert si lamenta poiché è sempre lui a sgobbare e a pulire i bisogni che ha fatto Olga, decide quindi di fare una telefonata a nome di Stanislas, che, sentendo l'odore, chiama la polizia. L'episodio finisce con l'abbandono di Olga che torna ai pascoli verdi.

## Curiosità
- Nella puntata "Salvate il soldato Takako" nella cassetta del videogioco in fondo c'è la scritta Xilam. Stessa cosa succede nell'episodio "Un colpo di fortuna" dove si vedeva la scritta in una rivista che stava vedendo Takako e nell'episodio "Scritture di maiale e zampe di mosca" dove a fine puntata si vedeva la scritta su un libro (chiamato "Takako").

- Nella puntata "La fobia di Hubert" nella tv del ragno nella scatola si sentono le risate di Joey, Dee Dee e Marky di Oggy e i maledetti scarafaggi

- L'episodio "Hubert è un vampiro" è una chiara parodia del romanzo "Il vampiro del mare" infatti uno dei personaggi del romanzo è proprio Sir Hubert Piercey.

## Parodie
- Nella puntata "Un agente molto speciale" Hubert rappresenta una figura in cui sembra George Bush.